# Jahmekya
Jahmekya – album Ziggy Marley & The Melody Makers. Album ukazał się w 1991 r. i jest utrzymany w konwencji reggae.

## Lista utworów
1. "Raw Riddim"
2. "Kozmik"
3. "Rainbow Country"
4. "Drastic"
5. "Good Time"
6. "What Conquers Defeat"
7. "First Night"
8. "Wrong Right Wrong"
9. "Herbs An' Spices"
10. "Problem With My Woman"
11. "Jah Is True And Perfect"
12. "Small People"
13. "So Good, So Right"
14. "Namibia"
15. "New Time And Age"
16. "Generation"